# Strangalia siedmiopunktowa
Strangalia siedmiopunktowa (Stenurella septempunctata) – gatunek chrząszcza z rodziny kózkowatych.